# 多吕斯多莱龙
多吕斯多莱龙（法語：Dolus-d'Oléron，法語發音：[dɔlys dɔleʁɔ̃]，意为“奥莱龙的多吕斯”）是法国滨海夏朗德省的一个市镇，位于该省西部的奥莱龙岛上，属于罗什福尔区。

## 地名
该地名“Dolus-d'Oléron”发音为[dɔlys dɔleʁɔ̃]，“Dolus”中的字母“s”发音，《世界地名译名词典》将其误译作“多吕多勒龙”，“勒”字为此书误将该地名“Dolus-d'Oléron”记为“Dolus-d'Oleron”造成的误译。

## 地理
多吕斯多莱龙（45°54'40"N, 1°15'39"W）面积29.02 平方千米，位于法国新阿基坦大区滨海夏朗德省，该省份为法国西部滨海省份，北起旺代省，西临大西洋，南至吉倫特省，东南接多爾多涅省，东北接德塞夫勒省接壤，东临夏朗德省。
与多吕斯多莱龙接壤的市镇（或旧市镇、城区）包括：奥莱龙堡、圣皮埃尔多莱龙、大维拉日普拉日。
多吕斯多莱龙的时区为UTC+01:00、UTC+02:00（夏令时）。

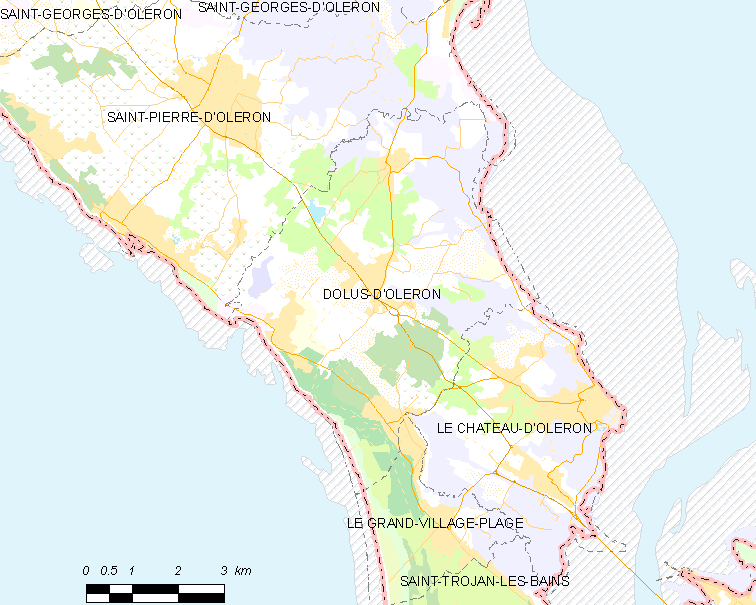
多吕斯多莱龙的OSM定位图

## 行政
多吕斯多莱龙的邮政编码为17550，INSEE市镇编码为17140。

## 政治
多吕斯多莱龙所属的省级选区为奥莱龙岛县。

## 人口

1962-2008年间多吕斯多莱龙人口变化图示

多吕斯多莱龙于2022年1月1日时的人口数量为3187人。